# Den 25. Razzie-Uddeling
Den 25. årlige Golden Raspberry Award-ceremoni blev afholdt den 26. februar 2005 på Sheraton Hotel i Santa Monica, Californien for at præsentere filmindustriens dårligste film i 2004. For at fejre 25-års jubilæet blev fire specielle kategorier lagt til–Værste razzietaber i vores 25 første år, værste «komedie» i vores 25 første år, værste «drama» i vpres 25 første år, og værste «musical» i vores 25 første år.
Filmene som «vandt» flest priser dette år var sommerfilmen Catwoman og Fahrenheit 9/11 som begge modtog 4 priser. Filmen med flest nomineringer var også Catwoman, som blev nomineret til hele syv Razzies, tæt fulgt af Alexander som var nomineret til seks.
Halle Berry og Catwomans manusforfatter John Rogers modtog sine priserne personligt, noget som er meget usædvanligt i prisens historie. Berry blev citeret for at have sagt:
«If you aren't able to be a good loser you're not able to be a good winner.» Berry gets worst actress Razzie Arkiveret 25. december 2008 hos  Wayback Machine

(«Hvis du ikke er i stand til at være en god taber, er du heller ikke i stand til at være en god vinder»). 

De bliver rapportert at være de to første som modtager sin prisen personligt siden 2001, da Tom Green var tilstede for at modtage fem Razzies for Freddy Got Fingered.
Den komplette liste af nominerede er som følger, med «vinderne» markeret med fed tekst:

## Værste film
Catwoman (Warner Brothers)
Alexander (Warner Brothers)
Superbabies: Baby Geniuses 2 (Triumph Films)
Surviving Christmas (Dreamworks)
White Chicks (Columbia/Revolution)

## Værste skuespiller
George W. Bush for Fahrenheit 9/11
Ben Affleck for Jersey Girl og Surviving Christmas
Vin Diesel for The Chronicles of Riddick
Colin Farrell for Alexander
Ben Stiller for Men så kom Polly, Anchorman, Dodgeball: A True Underdog Story, Envy og Starsky & Hutch

## Værste skuespillerinde
Halle Berry for Catwoman.
Hilary Duff for A Cinderella Story og Raise Your Voice
Angelina Jolie for Alexander og Taking Lives
Mary-Kate og Ashley Olsen for New York Minute
Shawn og Marlon Wayans (The Wayans «Sisters») for White Chicks

## Værste par på skærmen
George W. Bush og enten Condoleezza Rice eller hans kæleged i Fahrenheit 9/11
Ben Affleck og enten Jennifer Lopez eller Liv Tyler i Jersey Girl
Halle Berry og enten Benjamin Bratt eller Sharon Stone i Catwoman
Mary-Kate og Ashley Olsen i New York Minute
Shawn og Marlon Wayans (med eller uden dametøj) i White Chicks

## Værste kvindelige birolle
Britney Spears i Fahrenheit 9/11
Carmen Electra i Starsky & Hutch
Jennifer Lopez i Jersey Girl
Condoleezza Rice i Fahrenheit 9/11
Sharon Stone i Catwoman

## Værste mandlige birolle
Donald Rumsfeld i Fahrenheit 9/11
Val Kilmer i Alexander
Arnold Schwarzenegger i Jorden rundt i 80 dage
Jon Voight i Superbabies: Baby Geniuses 2
Lambert Wilson i Catwoman

## Værste instruktør
«Pitof» for Catwoman
Bob Clark for Superbabies: Baby Geniuses 2
Renny Harlin og/eller Paul Schrader for Exorcist: The Beginning
Oliver Stone for Alexander
Keenan Ivory Wayans for White Chicks

## Værste remake eller opfølger
Scooby-Doo 2: Monsters Unleashed (Warner Brothers)
Alien vs. Predator (20th Century Fox)
Anacondas (Screen Gems)
Jorden rundt i 80 dage (Disney)
Exorcist: The Beginning (Warner Brothers)

## Værste manuskript
Catwoman, skrevet af Theresa Rebeck, John Brancato, Michael Ferris og John Rogers
Alexander, skrevet af Oliver Stone, Christopher Kyle og Laeta Kalogridis
Superbabies: Baby Geniuses 2, skrevet af Steven Paul og Gregory Poppen
Surviving Christmas, skrevet af Deborah Kaplan, Harry Elfont, Jeffrey Ventimilia og Joshua Sternin
White Chicks, skrevet af Keenen Ivory Wayans, Shawn Wayans, Marlon Wayans, Andy McElfresh, Michael Anthony Snowden og Xavier Cook

## Specielle «værste i vores 25 første år»-priser

### Værste razzietaber i vores 25 første år
Arnold Schwarzenegger (Med otte nomineringer, inkluderet en i 2004)
Kim Basinger (Med totalt seks nomineringer)
Angelina Jolie (Med syv nomineringer, inkluderet to i 2004)
Ryan O'Neal (Med totalt seks nomineringer)
Keanu Reeves (Med totalt syv nomineringer)

### Værste «drama» i vores 25 første år
Battlefield Earth (2000)
The Lonely Lady (1983)
Kjæreste mamma (1981)
Showgirls (1995)
Swept Away (2002)

### Værste «komedie» i vores 25 første år
Gigli (2003)
The Adventures of Pluto Nash (2002)
Katten (2003)
Freddy Got Fingered (2001)
Leonard Part 6 (1987)

### Verste «musikal» i vores 25 første år
From Justin to Kelly (2003)
Can't Stop the Music (1980)
Glitter (2001)
Rhinestone (1984)
Spice World (1998)
Xanadu (1980)